# Milton da Cunha Mendonça
Milton da Cunha Mendonça (Rio de Janeiro, 23 de maio de 1956 – Rio de Janeiro, 5 de julho de 2019) foi um futebolista brasileiro que atuou como meio-campista.
Um dos maiores ídolos do Botafogo, brilhou com a camisa do alvinegro nas décadas de 1970 e 1980. Também teve passagens também por clubes como Palmeiras, Santos e Grêmio.

## Carreira

### Início
Mendonça é filho de um ex-zagueiro do Bangu Atlético Clube, também conhecido como Mendonça, que atuou no clube na década de 1950. Carioca do bairro de Bangu, Milton da Cunha Mendonça iniciou sua carreira no dente de leite do Bangu, aos 12 anos de idade.

### Botafogo
Logo em seguida transferiu-se para as categorias de base do Botafogo, pelo qual sagrou-se campeão em 1973 do Torneio Mundial de Cadets, realizado em Croix, na França. No clube de General Severiano, Mendonça acompanhou mais como fã do que como colega de trabalho uma geração vitoriosa comandada por craques como Gérson e Jairzinho, ícones da campanha do tricampeonato do Brasil na Copa do Mundo de 1970. Em 1975 ganhou sua primeira chance no "time de cima" do Glorioso e não perdeu mais a posição por sete anos seguidos.
Jogou no profissional do Botafogo de 1975 a 1982. Pelo alvinegro carioca, marcou 118 gols em 342 partidas. Estava em campo na final do Torneio Início do Rio de Janeiro em 1977, vencido pelo Botafogo, o qual podemos considerar como o único título oficial conquistado no período em que esteve no alvinegro, pois atuou pelo clube no famoso jejum de títulos que durou 21 anos (de 1968 a 1989).
O gol mais marcante da carreira de Mendonça foi contra o Flamengo em 1981, quando o rubro-negro foi eliminado pelo Botafogo para a disputa das quartas de final do Campeonato Brasileiro. No lance que mais tarde foi apelidado de "Baila Comigo", Mendonça deu dois lindos e desconcertantes dribles em Júnior, passando pelo mesmo e colocando a bola forte, à meia altura, sem chances para o goleiro Raul Plassmann. O gol mereceu uma placa no Maracanã, que posteriormente foi retirada (não se sabe o motivo).

### Portuguesa e Palmeiras
Após a saída do Botafogo, foi atuar na Portuguesa entre 1983 a 1985.
Posteriormente foi contratado pelo Palmeiras, onde atuou entre 1985 e 1987. Pelo alviverde paulista, Mendonça marcou 19 gols em 106 partidas. Em 1986, esteve em campo na decisão histórica quando o Palmeiras perdeu a final do Paulistão para a Inter de Limeira.

### Santos
Em 1987, a diretoria do Santos investiu na contratação de jogadores experientes como o próprio Mendonça, que chegou com a responsabilidade de ser o cérebro e camisa 10 da equipe. Estreou no dia 3 de março, numa vitória por 3–2 sobre o Palmeiras, em amistoso realizado no Estádio do Pacaembu. Conseguiu ajudar o time que liderou a primeira fase do Campeonato Paulista de 1987 e conquistou o Torneio de Marselha, na França.
O meia despediu-se do Peixe ao final de 1988. No total pelo clube, disputou 110 jogos e marcou 28 gols.

### Últimos anos
Posteriormente defendeu o Al-Saad, Grêmio, Inter de Limeira e São Bento, retornando em 1990 ao Bangu Atlético Clube. Jogou ainda em clubes do Nordeste como Fortaleza e América de Natal, até parar de vez em 1996.

### Seleção Brasileira
Pela Seleção Olímpica, atuou em 21 de janeiro de 1976, num empate em 1–1 contra o Uruguai pelo Torneio Pré-Olímpico. Integrou também a Seleção Brasileira principal que disputou a Copa América de 1983.

## Homenagens
Mendonça teve duas significativas homenagens em 2008, tendo a SUDERJ imortalizado seus pés na Calçada da Fama do Maracanã, no dia 24 de fevereiro, e o Botafogo lançado em 12 de agosto a camisa retrô do craque.
Além disso, é o maior artilheiro do Estádio Marechal Hermes.[carece de fontes?]

## Morte
Mendonça morreu no dia 5 de julho de 2019, aos 63 anos de idade, em decorrência da queda de uma escada na estação de trem Guilherme da Silveira, em Bangu, Rio de Janeiro. Nos últimos anos de vida ele vinha lutando contra o alcoolismo.

## Títulos
Botafogo
- Taça José Wânder Rodrigues Mendes: 1976
- Torneio Início do Rio de Janeiro: 1977

Santos
- Torneio Cidade de Marseille: 1987

Brasil Sub-23
- Torneio Pré-Olímpico Sul-Americano: 1976

### Artilharias
- 2º maior artilheiro da história do Botafogo no Campeonato Brasileiro: 47 gols[14]
- 14º maior artilheiro da história do Botafogo: 118 gols

### Recordes
- 18º jogador com mais jogos pelo Botafogo: 336 jogos
- 52 jogos invicto no futebol brasileiro atuando pelo Botafogo[15]

### Honras
- Calçada da Fama do Maracanã: 2008[16]
- 17º maior ídolo da história do Botafogo (O Globo): 2020[17]
- Muro dos Ídolos[18]